# Marie Dorigny
Pour les articles homonymes, voir Dorigny.
Marie Dorigny est une photojournaliste française née le 26 décembre 1959 à Grenoble.  
Membre de l’agence MYOP, elle est lauréate d’un World Press Photo Award en 1991.

## Biographie
Marie Dorigny est née le 26 décembre 1959 à Grenoble. Elle souhaite devenir professeur de Lettres. Après avoir passé un Deug de lettres, elle obtient une licence et une maîtrise à la Sorbonne, elle devient assistante de français aux États-Unis. À son retour en France, elle s’oriente finalement vers la presse et devient journaliste au quotidien Le Dauphiné libéré puis à Lyon Figaro. 
Elle devient photographe de presse autodidacte, et réalise son premier reportage à l’occasion de la révolution roumaine en 1989. Elle est récompensée en 1991 par un prix au World Press Photo pour un reportage sur les ravages de l’agent orange au Vietnam.  
Après avoir travaillé à partir de juin 1990 pour l’agence REA, elle entre à Sipa Press en 1999, et accompagne une équipe de journaliste de l’agence Capa pour enquêter sur l’exploitation des enfants dans cinq pays. Un photo d’un enfant fabriquant un ballon publiée par le magazine Life, contraint l’équipementier Nike à reconnaître que « oui, il y avait du travail d’enfants mais que ce n’était pas de leur ressort, que c’était dans les traditions de ces pays ». En 2002, elle est diffusée par l’agence Editing. 
Au cours de sa carrière, Marie Dorigny réalise des sujets au long cours autour des thématiques des droits de l’homme et de la femme, du travail des enfants, des filières d’immigration clandestine, des formes contemporaines d’esclavage  au Cachemire, au Vietnam, en Roumanie, en Inde, au Népal, mais aussi en banlieue parisienne…  
Elle travaille pour des organisations internationales comme l’organisation internationale du travail, les Nations unies et le Parlement européen pour lequel elle se rend en décembre 2015 sur l'île de Lesbos, à la frontière macédonienne et en Allemagne afin de documenter sur la crise migratoire au travers des difficultés rencontrées par les femmes réfugiées et notamment celles en provenance de Syrie, Irak et Afghanistan,.  
Membre de l’agence MYOP depuis 2016, ses photographies sont publiées par Libération, Le Monde, L'Express, L’Obs, Elle, GEO, La Croix, La Vie, Polka Magazine,  Life Magazine, The Independent, Der Spiegel, Time Magazine, National Geographic. 

## Expositions
Liste non exhaustive
- 1998 : L’esclavage domestique, Galeries Fnac[5]
- 2006 : Pour une photographie engagée, exposition collective, Bibliothèque Nationale de France
- 2014 : Main basse sur la terre, Maison européenne de la photographie, Paris[11],[12]
- 2015 : Main basse sur la terre, Étonnants voyageurs, Palais du Grand large, Saint-Malo[13]
- 2016 : Les femmes réfugiées et demandeuses d’asile dans l’UE, Parlementarium, Bruxelles[9],[14]
- 2016 : Displaced, femmes en exil, Visa pour l’image, Perpignan[6],[7]
- 2016 : Displaced, femmes en exil, Printemps photographique de Pomerol[9]
- 2019 : Népal, le pays qui n’aimait pas les femmes, Festival BarrObjectif, Barro[15]
- 2020 : Displaced, femmes en exil, Château du Val Fleury, Gif-sur-Yvette[16]

## Publications
- Marie Dorigny, Sorj Chalandon, Enfants de l’ombre, Paris, Éditions Marval, 1993, 120 p. (ISBN 2862341266)
- Marie Dorigny, Chieko Ishikawa et Viviane Moos, Sœurs du Sud, Paris, Éditions Marval, 1994, 123 p. (ISBN 978-2862341651)
- Marie Dorigny, Marc Epstein, Cachemire, le paradis oublié, Paris, Éditions du Chêne, 2004, 160 p. (ISBN 978-2842775407)[8]
- Marie Dorigny, L’inde invisible, CDP Éditions, coll. « Visa Pour L'image “20 Ans” », 2008 (ISBN 978-2-35130-011-4)

- Europe : échelle 27 / texte Laura Serani et Michel Foucher ; photographies Patrick Bard, Christophe Beauregard, Marie Dorigny et al. Paris : Trans photographic press, 11/2008, 178 p.  (ISBN 978-2-913176-52-2)

## Prix et récompenses
- 1991 : World Press Photo Award, « Nature, Stories », 3e prix, pour un reportage sur les ravages de l’agent orange au Vietnam[3]
- 1993 : Prix Unicef du meilleur livre pour enfants en 1993 pour « Enfants de l’ombre », Éditions Marval[5]

- 1998 : Prix Kodak du jeune photo-reporter pour son travail sur l’esclavage domestique
- 2013 : Grand Prix Photos-Pays de Château-Gontier, pour son reportage « Népal, le pays qui n’aimait pas les femmes »[5]
- 2013 : Prix Agence Française de Développement / Polka Magazine pour « Main basse sur la terre »[12]

### Bases de données
- Ressource relative à plusieurs domaines :   - Radio France
- Notices d'autorité :   - VIAF
  - ISNI
  - BnF (données)
  - IdRef
  - LCCN
  - GND
  - WorldCat

### Vidéogramme
- Crise des migrants - La force des images, la puissance des mots, Musée de l'Histoire de l'immigration, Akadem, 12 septembre 2015.